# Onnaing
 Onnaing  es una comuna y población de Francia, en la región de Norte-Paso de Calais, departamento de Norte, en el distrito de Valenciennes y cantón de Valenciennes-Est.
Su población municipal en 2007 era de 8 682 habitantes. Forma parte de la aglomeración urbana de Valenciennes.
Está integrada en la Communauté d'agglomération de Valenciennes Métropole.

## Demografía
| abs. | 1 862 | 2 058 | 2 048 | 3 308 | 2 786 | 3 443 | 3 427 | 3 357 | 3 544 | 3 685 | 3 763 | 3 997 | 4 066 | 4 317 | 4 412 | 4 613 | 4 954 | 5 412 | 5 763 | 5 549 | 7 313 | 7 816 | 7 510 | 7 583 | 9 098 | 10 044 | 9 673 | 9 715 | 9 157 | 9 173 | 8 779 | 8 682 |
| Para los censos de 1962 a 1999 la población legal corresponde a la población sin duplicidades (Fuente: INSEE [Consultar]) |       |       |       |       |       |       |       |       |       |       |       |       |       |       |       |       |       |       |       |       |       |       |       |       |       |        |       |       |       |       |       |       |